# Alberich (Vorname)
Alberich ist ein germanischer männlicher Vorname.

## Bedeutung
Der erste Bestandteil des namens 'Alb' ist etymologisch von den Alben (vom germanischen 'albi', welches sich vom altsächsischen 'alf' zum englischen 'elf' entwickelte) für „Elfen“ oder (meist bösen) „Naturgeistern“ abzuleiten. Der zweite Bestandteil ist dem germanischen Substantiv *rīk- zuzuschreiben, was als „Herrscher“ bzw. „Fürst“ übersetzt wird und ebenso vom keltischen Königswort *rigs/*rix übernommen wurde, wobei der Ursprung im proto-indoeuropäischen *h₃rḗǵs für „König“ oder „Herrscher“ zu finden ist.
Somit wird die etymologische Bedeutung von Alberich als Herrscher der Naturgeister gedeutet.

## Varianten
Arik (Kurzform), Albéric (französisch), Alberico (italienisch), Albericus (lateinisch), Aubry, Elberich

## Namensträger
Mittelalter
- Alberich I., lombardischer Abenteurer des 10. Jahrhunderts
- Alberich I. von Utrecht (†784), seit 777/778 Bischof von Utrecht und ist ein Heiliger der katholischen Kirche.
- Alberich II., Fürst in Rom
- Alberich (Langres) (* 8. Jahrhundert; † 838), Abt des Benediktinerklosters Saint-Etienne in Dijon und Bischof von Langres
- Alberich von Cîteaux (um 1050–1109), Prior im Kloster Molesme, Mitbegründer des Klosters Cîteaux
- Alberich von Merseburg († um 1053), Bischof von Merseburg
- Alberich von Montecassino, italienischer Rhetoriker und Hagiograph (11. Jahrhundert)
- Alberich von Reims (* ca. 1085; † 1141), französischer Scholastiker
- Alberich von Rosate (Albericus de Rosate, Alberico de Rosate; * ca. 1290 bei Bergamo; † 1354 oder 1360 Bergamo), italienischer Jurist
- Alberich von Trois-Fontaines († 1252), Zisterziensermönch im Kloster Trois-Fontaines, Verfasser einer Weltchronik

Neuzeit
- Alberich Bergh (1677–1736), deutscher römisch-katholischer Geistlicher, 41. Abt der Abtei Marienstatt
- Alberich Degen (1625–1686), 42. Abt des Zisterzienserklosters Ebrach
- Alberich Denzler (1759–1840), Schweizer Abt des Klosters Wettingen
- Alberich Ebenhöch (1666–1727), 45. Abt des Benediktinerklosters Sankt Stephan in Würzburg
- Alberich Fritz (1704–1787), österreichischer Zisterzienser, 57. Abt des Stiftes Heiligenkreuz
- Alberich Heidmann (1808–1898), österreichischer römisch-katholischer Geistlicher und Abt vom Stift Lilienfeld
- Alberich Mazak (1609–1661), österreichischer Komponist
- Alberich Rabensteiner (1875–1945), österreichischer Zisterziensermönch
- Alberich Stingel (1723–1801), österreichischer Zisterzienser und Abt
- Alberich Zwyssig (1808–1854), Komponist der schweizerischen Nationalhymne